# ジェイソン・フリードバーグとアーロン・セルツァー
ジェイソン・フリードバーグ（Jason Friedberg, 1971年10月13日 - ）とアーロン・セルツァー（Aaron Seltzer, 1974年1月12日 - ）は、アメリカ・カナダで活動する映画監督・プロデューサー・脚本家のチームである。パロディ映画を手掛けることで知られる。フリードバーグはアメリカニュージャージー州ニューアーク、セルツァーはカナダオンタリオ州ミシサガ出身。

## 評価
フリードバーグとセルツァーの映画は興行的には成功を収めるが、批評面では失敗するというケースが多い。2008年に公開された『ディザスター・ムービー!おバカは地球を救う』と『ほぼ300』は、タイムズ紙によって同年の最低作品に選ばれ、また前者はIMDbの歴代ワースト25位となっている。さらに、Rotten Tomatoesでは彼らが監督した映画全てが2000年代最低作品ランキングで25位以内に入っている。イギリスのエンパイア誌のオンライン投票による歴代最低映画ワースト50にも両者が係わった作品が上位にランクインしている
評論家からは、「映画監督ではなく詐欺師」「西洋文明衰退の象徴」（ジョッシュ・レヴィン、Slate誌）、「文化の疫病」「国辱」（ジョッシュ・ローゼンブラット、The Austin Chronicle） などと言われている。
両名は『鉄板英雄伝説』で2007年のラジー賞の脚本賞、『ディザスター・ムービー!おバカは地球を救う』と『ほぼ300』で2008年のラジー賞の最低作品賞・最低監督賞・最低脚本賞にノミネートされた。

## フィルモグラフィ
| 年   | 作品名                                                   | クレジット                                   |
| ---- | -------------------------------------------------------- | -------------------------------------------- |
| 1996 | スパイ・ハード Spy Hard                                  | 脚本                                         |
| 2000 | 最終絶叫計画 Scary Movie                                 | 脚本                                         |
| 2006 | 最'愛'絶叫計画 Date Movie                                | 監督 (セルツァー) 製作 (フリードバーグ) 脚本 |
| 2007 | 鉄板英雄伝説 Epic Movie                                  | 監督 製作 脚本                               |
| 2008 | ほぼ300 Meet the Spartans                                | 監督 製作 脚本                               |
| 2008 | ディザスター・ムービー!おバカは地球を救う Disaster Movie | 監督 製作 脚本                               |
| 2010 | ほぼトワイライト Vampires Suck                           | 監督 製作 脚本                               |

## 常連出演者
| 俳優                     | 最'愛'絶叫計画 (2006) | 鉄板英雄伝説 (2007) | ほぼ300 (2008) | ディザスター・ムービー! (2008) | ほぼトワイライト (2010) |
| ------------------------ | --------------------- | ------------------- | -------------- | ------------------------------ | ----------------------- |
| アイク・バリンホルツ     |                       |                     | ×              | ×                              | ×                       |
| アダム・キャンベル       | ×                     | ×                   |                |                                |                         |
| ジェニファー・クーリッジ | ×                     | ×                   |                |                                |                         |
| トニー・コックス         | ×                     | ×                   |                | ×                              |                         |
| ジャレブ・ドープレイズ   |                       | ×                   | ×              |                                |                         |
| カルメン・エレクトラ     | ×                     | ×                   | ×              | ×                              |                         |
| クリスタ・フラナガン     |                       | ×                   | ×              | ×                              | ×                       |
| マット・ランター         |                       |                     |                | ×                              | ×                       |
| ニコール・パーカー       |                       |                     | ×              | ×                              |                         |
| ジム・ピドック           |                       | ×                   | ×              |                                |                         |
| ニック・スティール       | ×                     | ×                   | ×              | ×                              |                         |
| フレッド・ウィラード     | ×                     | ×                   |                |                                |                         |